# Генуине
«Генуина: история вампира» или Подлинное: история вампира (нем. Genuine, Die Tragödie lang seltsamen Hauses, буквально подлинная трагедия в странном доме) — немой фильм ужасов 1920 года. Режиссёр Роберт Вине.
Декорации фильма были разработаны в духе экспрессионизма художником Цезарем Кляйном.

## Сюжет
Фильм начинается с предыстории: Одержимый картиной художник всё больше начинает походить на затворника, предпочитая выходу в свет уединение и любование собственным творением — портретом молодой жрицы, героини старинной восточной легенды. Обеспокоенные рассудком мужчины, друзья уговаривают его продать картину, но безуспешно. Читая рассказ об изображенной в книге женщине, художник погружается в сон. Вскоре картина оживает: из рамы выходит жрица и склоняется над спящим художником. Далее следует пояснение о том, что Генуине в юности являлась жрицей эзотерического культа, повседневные обряды которого включали человеческие жертвоприношения, закалившие характер девушки. Позднее Генуине попадает в плен к работорговцам и отправляется в качестве живого товара на невольничьий рынок, где её выкупает пожилой экспрессивный мужчина, именуемый лордом Мело.
Доставив девушку в свой особняк, Лорд запирает её в подвале, где создаёт причудливый восточный мир грез, включая подземный сад, который увенчан куполом, похожим на клетку. Несмотря на просьбы Генуине об освобождении, Лорд отказывается отпускать пленницу, желая, чтобы она принадлежала ему и в дальнейшем. Посторонние не могут попасть в дом. Только старый парикмахер Гайярд, должен приходить в особняк каждый день. Дабы оказывать владельцу услуги бритья. Однажды днём вместо Гайарда в дом приходит его племянник и ученик Флориан. Во время процедуры бритья лорд Мело засыпает, а Генуине удаётся выбраться из подвала. Завидев брадобрея, женщина подвергает его некоему магическому влиянию или гипнозу, пока тот не перерезает клиенту горло с помощью бритвы.
Теперь Генуине намеревается использовать обретенную свободу, чтобы утолить свою жажду крови и, как роковая женщина, уничтожить всех доступных мужчин. Флориан, находящийся под влиянием колдуньи, признаётся ей в любви, однако та велит ему совершить суицид в знак доказательства своих чувств. Мужчина отказывается. Генуине приказывает темнокожему слуге, своего бывшего владельца лорда Мело, убить Флориана. Однако слуга жалится над юношей и отпускает его. В качестве необходимого доказательства исполненного приказа об убийстве слуга режет себе руку и позволяет крови стечь в кубок, который затем передает хозяйке. Вскоре «похоть» пробуждается в Генуине, и она соблазняет внука лорда Мело — Перси Мело, который по прихоти судьбы приехал навестить деда и также попал под очарование женщины. Сперва заклинательница также велит юноше перенести себя в жертву, но вдруг понимает, что на самом деле предпочитает, чтобы он жил, потому что впервые серьёзно влюбилась. Они вместе решают покинуть «ужасный дом».
Обезумевший Флориан возвращается к Генуине и говорит ей, что больше не может жить без неё. Когда она признается ему, что теперь любит другого, он отвечает, что в таком случае она должна умереть. Тем временем старый парикмахер Гайярд созывает горожан, чтобы освободить своего племянника из лап «волшебницы», «заколдовавшей» его. Вооружившись косами, они входят в дом. Слуга пытается помешать толпе и погибает. Когда мужчины наконец выслеживают жену и племянника парикмахера, трагедия уже случилась: Флориан собственноручно убил Генуине и рухнул рядом с её телом. В этот момент художник фугурировавший в начале истории просыпается от своего кошмара. Всё происходящее оказывается всего лишь сном. В ужасе он хочет уничтожить картину Генуине, но ему мешают сделать это его друзья, которые в этот момент входят в студию и убеждают его продать картину покупателю, который пришел с ними. На этот раз художник соглашается. Покупателем картины является Лорд Мело, настоящий владелец из сна.

## Производство
Роберт Вине спродюсировал Генуине сразу после другого шедеврального фильма ужасов Кабинет доктора Калигари (Das Cabinet des Dr.Caligari), в целях продолжения художественного и коммерческого успеха этого фильма. В качестве сценариста вновь был нанят Карл Майер работавший вместе с Вином над созданием Калигари. Декорации и костюмы героев были разработаны художником -экспрессионистом , Цезарем Кляйном, соучредителем берлинской группы «Ноябрь». Для Genuine Кляйн вместе с Вальтером Райманном и Куртом Германом Розенбергом создали роскошный декор, в котором повторно использовались элементы винтовой лестницы из Калигари, и изобрел сад в форме улитки, подобный тому, что несколько лет спустя был показан в фильме Фрица Ланга «Метрополис». Как художник по костюмам, Кляйн нарисовал некоторые украшения прямо на теле исполнительницы Ферн Андра. Съемки проходили в студии UFA в Нойбабельсберге, сегодняшняя Studio Babelsberg.

## Премьера
Премьера фильма, состоялась 2 сентября 1920 года в берлинском Марморхаусе (интерьер этого кинотеатра был разработан Цезарем Кляйном в 1913 году, который также оформил фильм), за шесть дней до этого совет по киносмотрению поставил Генуине под запрет для немецкой молодежи. В большинстве обзоров прессы фильм был частично раскритикован как «чрезмерно экспрессионистский», к тому же картина не возымела большого успеха в прокате. Однако «Генуине» примечателен с точки зрения истории кино в связи с изображением афро-немецкого актёра Луи Броуди, который приехал из бывшей немецкой колонии Камерун и был одновременно демонизирован и эротизирован как представитель «природной экзотики».
Фильм, длина которого на момент цензуры составляла 2286 м (около 83 мин.) и большая часть которого была утеряна с годами, был выпущен в 1995/96 гг. кинокомпанией Cineteca di Bologna, киноархивом Мюнхенского кинофестиваля. Музей и Cinémathèque de Toulouse отреставрированы и снова представлены в ноябре 1996 года. Исходное окрашивание также может быть в значительной степени восстановлено. Эта версия была основана на сохранившихся копиях в Тулузе и Лозанне и имела продолжительность 80 минут (со скоростью 18 кадров в секунду), но официально так и не была выпущена. Однако в 2019 году эта реконструкция была размещена на YouTube с продолжительностью 1:28:27 (около 88 минут) и с французскими названиями. В 2002 году на DVD была выпущена укороченная, также тонированная версия продолжительностью 44 минуты с английскими субтитрами и новой фоновой музыкой Ларри Маротты. Однако в этом варианте, основанном на экземпляре из собрания Раймонда Рохауэра, отсутствует ряд центральных сюжетных элементов и ряд более мелких деталей.

## Критика
В своей книге о немецком немом кино «Демонический экран» Лотте Эйснер в первую очередь критикует декоративно-прикладное искусство за поверхностность роскошных украшений, которые — там, где они визуально не подавляют актёров — диссонируют с натуралистической игрой актёров. Напротив, энциклопедия Der Horrorfilm Георга Зеесслена, Фернана Юнга и Клавдиуса Вейля признает, что Genuine представляет собой попытку наполнить жанр фильмов ужасов психологически хорошо развитыми персонажами и, следовательно, является вкладом в развитие популярных фильмов ужасов.

## В ролях
- Ферн Андра — Генуине
- Ханс Хайнрих фон Твардовски — Флориан, Friseurlehrling
- Йон Готтовт — Guyard, Friseur
- Ernst Gronau — Lord Melo, Sonderling
- Лоуис Броди — sein Diener
- Harald Paulsen — Percy, Lord Melos Enkel
- Albert Bennefeld — Lord Curzon, Percys Freund